# Common Locale Data Repository

Le Common Locale Data Repository (CLDR, que l'on peut traduire par « Répertoire de données de paramètres régionaux classiques ») est un projet du Consortium Unicode pour fournir des paramètres régionaux (en anglais locales) au format XML pour une utilisation dans les applications informatiques.
CLDR contient des informations spécifiques aux paramètres régionaux que les systèmes d’exploitation fournissent classiquement aux applications. CLDR est écrit en LDML (Locale Data Markup Language). Ces informations sont actuellement utilisées dans International Components for Unicode, Mac OS X de Apple, OpenOffice.org et le système d’exploitation AIX d’IBM, entre autres applications et systèmes d'exploitation.
Parmi les types de données que CLDR inclut, on trouve :
- des traductions pour les noms de langues ;
- des traductions pour les noms de territoires et de pays ;
- des traductions pour les noms de monnaies, y compris les modifications singulier/pluriel ;
- des traductions pour les jours de la semaine, les mois, dans des formes complètes et abrégées ;
- des traductions pour les fuseaux horaires et des exemples de villes (ou similaire) pour les fuseaux horaires ;
- des traductions pour les périodes du calendrier ;
- des motifs pour formater/reconnaître des dates ou des heures ;
- des ensembles spécifiques de caractères utilisés pour écrire la langue ;
- des motifs pour formater/reconnaître des nombres ;
- des règles sur l’ordre de classement des mots dans la langue (en anglais collation) ;
- des règles pour formater les nombres dans les systèmes numériques traditionnels (comme les chiffres romains, les chiffres arméniens…) ;
- des règles pour écrire les nombres en toutes lettres ;
- des règles pour la translittération entre systèmes d’écriture. Une grande partie de cela est basé sur la romanisation BGN/PCGN.

Il englobe à peu près ISO 15897 (en), les locales POSIX. Les informations de locales POSIX peuvent être obtenues à partir de CLDR en utilisant quelques-uns des outils de conversion CLDR.
CLDR est maintenu par le comité technique CLDR qui comprend des organisations comme IBM, Apple, Sun Microsystems et quelques organisations gouvernementales. Le comité est présidé en 2018 par Mark Davis (Google) et John Emmons (IBM).